# 一陽会
一陽会（いちようかい）は、日本の美術団体。
二科会を脱会した鈴木信太郎、高岡徳太郎、野間仁根を中心とし、同じく二科会を退会した絵画12名、彫刻2名によって1955年(昭和30年)7月に組織された。

## 概要
公募展を1955年9月から第一回を日本橋高島屋で開催、第4回からは東京都美術館で開催している。2007年の第53回からは六本木の国立新美術館に会場を変更し、今日まで開催されている。毎年大阪市立美術館でも開催されている。北陸では、５年に一度石川県立美術館で巡回展が開催されている。また、東京、大阪、中部、愛知、岐阜、福井、富山、長野、茨城、千葉、岡山などで各支部展やグループ展が活発に開催されている。
「一陽展」は、写実、具象、象徴、抽象、超写実などの多様な様式の、油彩画、アクリル画、版画、ガラス絵、水彩画などの平面領域と、彫刻、造形の立体領域の２部構成になっている。
「一陽会」発足の経緯は、一陽会が出版した「一陽会五十年史」や、創設者の一人、鈴木信太郎 (洋画家)の著書「美術の足音 今は昔」などの文献に詳しい。

## 書籍
- 一陽会五十年史編集委員会編、宝木範義、北山泰斗著『一陽会五十年史』、三好企画、 (2004年)ISBN 978-4938740542
- 鈴木信太郎著『美術の足音今は昔』、博文館新社、(1987年)ISBN 978-4891779153

### 一陽会 会員
- 井黒四郎
- 石川敏夫
- 泉谷淑夫
- 今村春吉
- 伊本淳（フランス語版）
- 大山美信
- 丹治伊三郎
- 荻野康児
- 山崎猛
- 葛西康

## 外部サイト
- 公式ウェブサイト
- 一陽会 (Ichiyokaino1) - Facebook
- 一陽会 (@ichiyokaiart) - X（旧Twitter）